# Michael Praed
Michael Praed (geboren als Michael David Prince, Berkeley, 1 april 1960) is een Brits acteur. Hij is vooral bekend door zijn rol als Robin van Loxley (Robin Hood) in de televisieserie Robin of Sherwood, welke wereldwijd een cultstatus heeft gekregen. Verder is hij bekend om zijn rol als prins Michael van Moldavië in de Amerikaanse soapserie Dynasty, Phileas Fogg in The Secret Adventures of Jules Verne, en verschillende films.
In het Verenigd Koninkrijk is Praed behalve als film- en televisieacteur ook bekend als toneelacteur. Hij is sinds 2003 verteller van BBC’s geschiedenisprogramma Timewatch.

## Artiestennaam
"Praed" is een oud Cornisch woord voor made. Praed kwam deze naam tegen in een telefoonboek, en besloot deze naam als artiestennaam te nemen toen hij ontdekte dat er reeds een Michael Prince lid was van de Britse acteursvakbond Equity.

## Filmografie (selectie)

### Televisie
- Robin of Loxley in Robin of Sherwood (1983-84)
- Prins Michael van Moldavië in Dynasty (1985)
- Jake Lovell in de miniserie Riders (1993)
- Marty James in Crown Prosecutor (1995)
- Phileas Fogg in The Secret Adventures of Jules Verne (1999)
- Michael Webb in Mile High (2003)
- Nelson Morris in Hindenburg: The Untold Story (Canadese titel) (2007)
- Gastrollen in meer dan een dozijn televisieseries (1982-heden)

### Film
- Royd Erris in een bewerking van George R. R. Martins Nightflyers (1987)
- Max Schrek in de vampierfilm Son of Darkness: To Die For 2 (1991)
- Andrew in Writer's Block met Morgan Fairchild (1991)
- Gary in Staggered met Martin Clunes (1994)
- De huurmoordenaar in Darkness Falls met Ray Winstone (1999)
- De Koningin in Nine Dead Gay Guys (2002)
- Zichzelf in de documentaire The King's Head: A Maverick in London (2006)